# Keystone, Iowa
Keystone är en ort i Benton County i Iowa. Vid 2010 års folkräkning hade Keystone 622 invånare.